# Ambulyx staudingeri
Ambulyx staudingeri es una especie de polilla de la familia Sphingidae. Vuela en las islas Filipinas.

## Descripción
Es similar a Ambulyx pryeri, pero el tercio posterior de la parte superior de sus alas delanteras, parte subterminal, y en la mayoría de los especímenes la línea está más cercana al termen, y muchas tienen una oscura sombra tonal. El nombre de la especie se le dedica a Otto Staudinger.

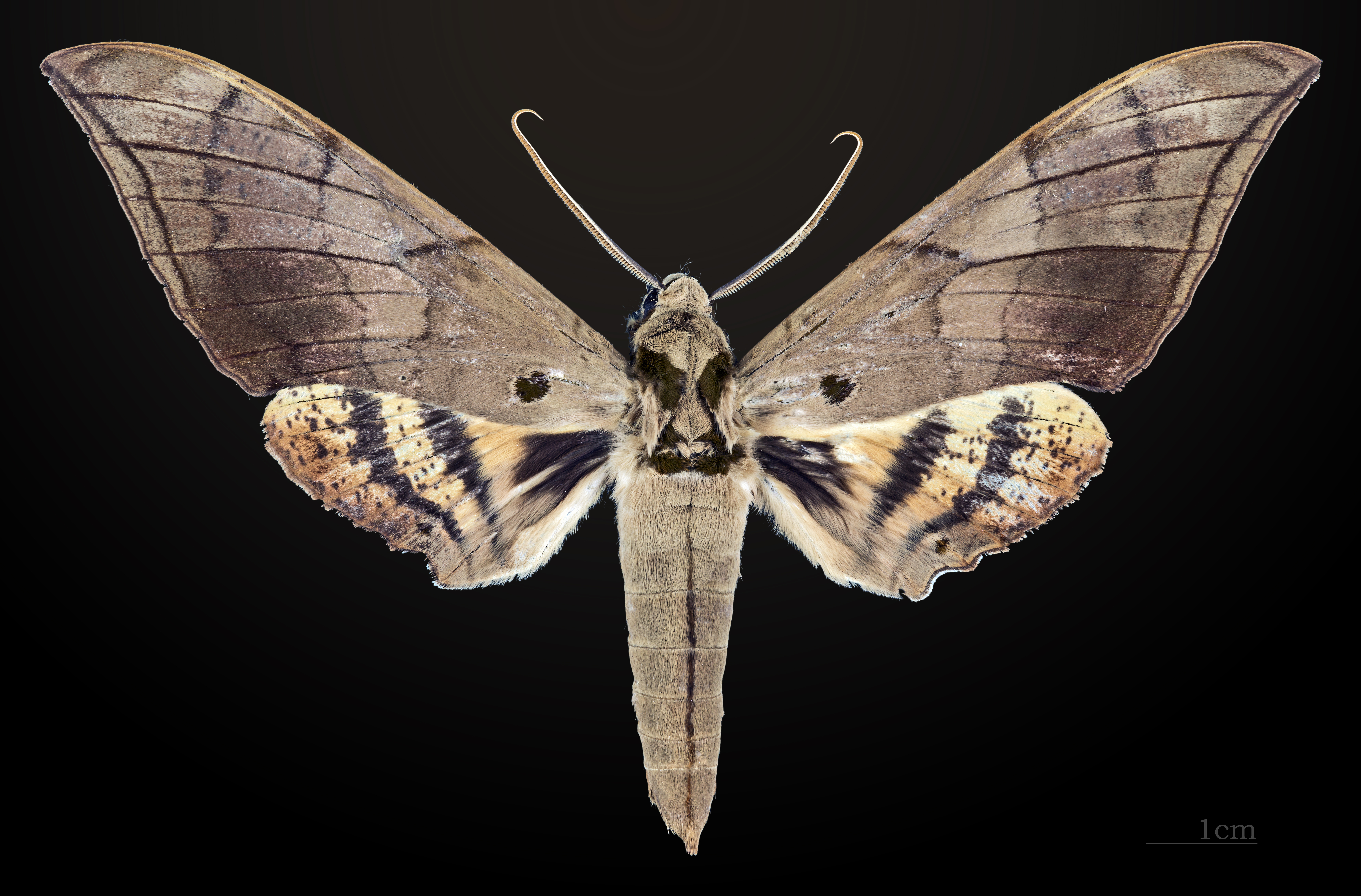
♂
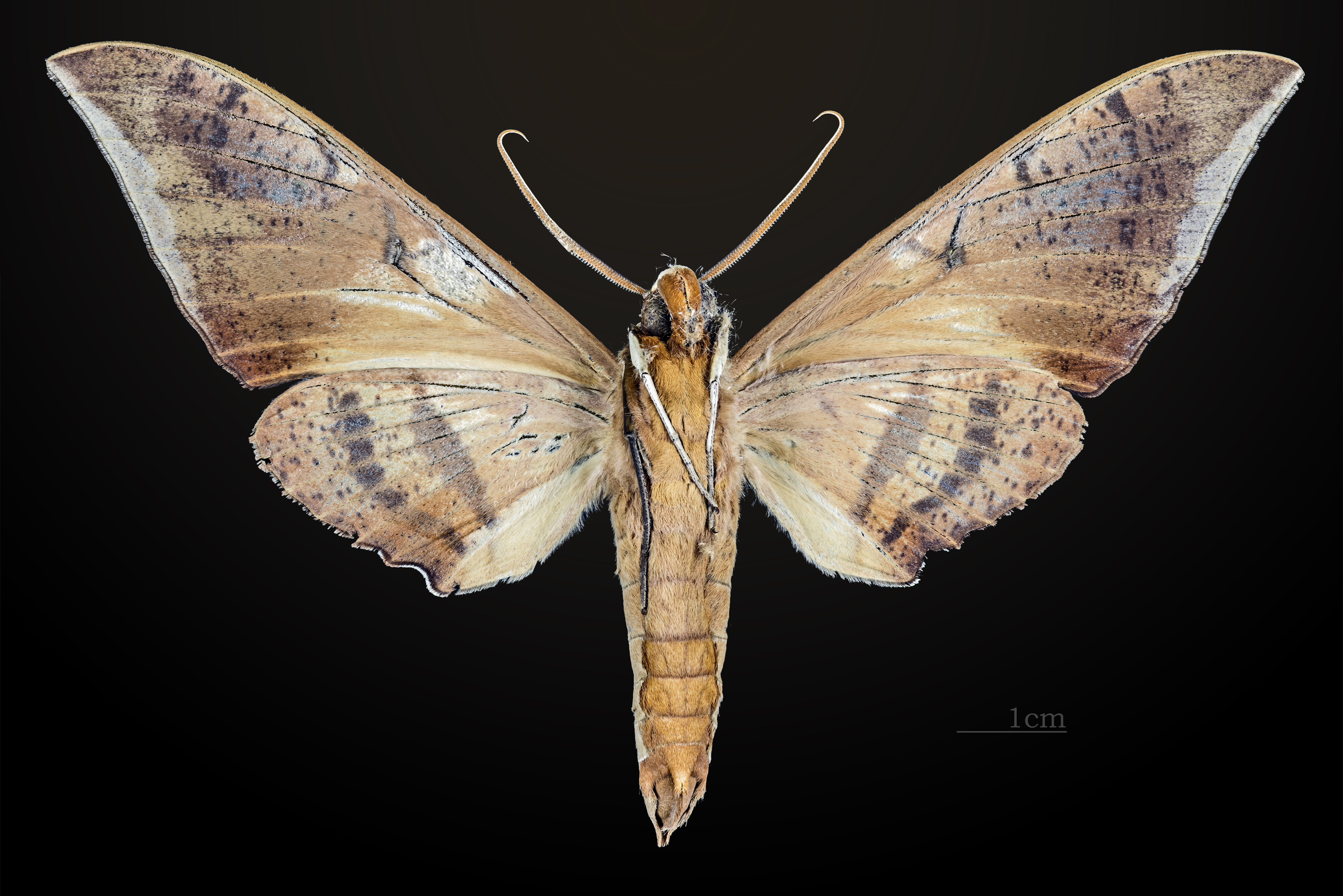
♂ △
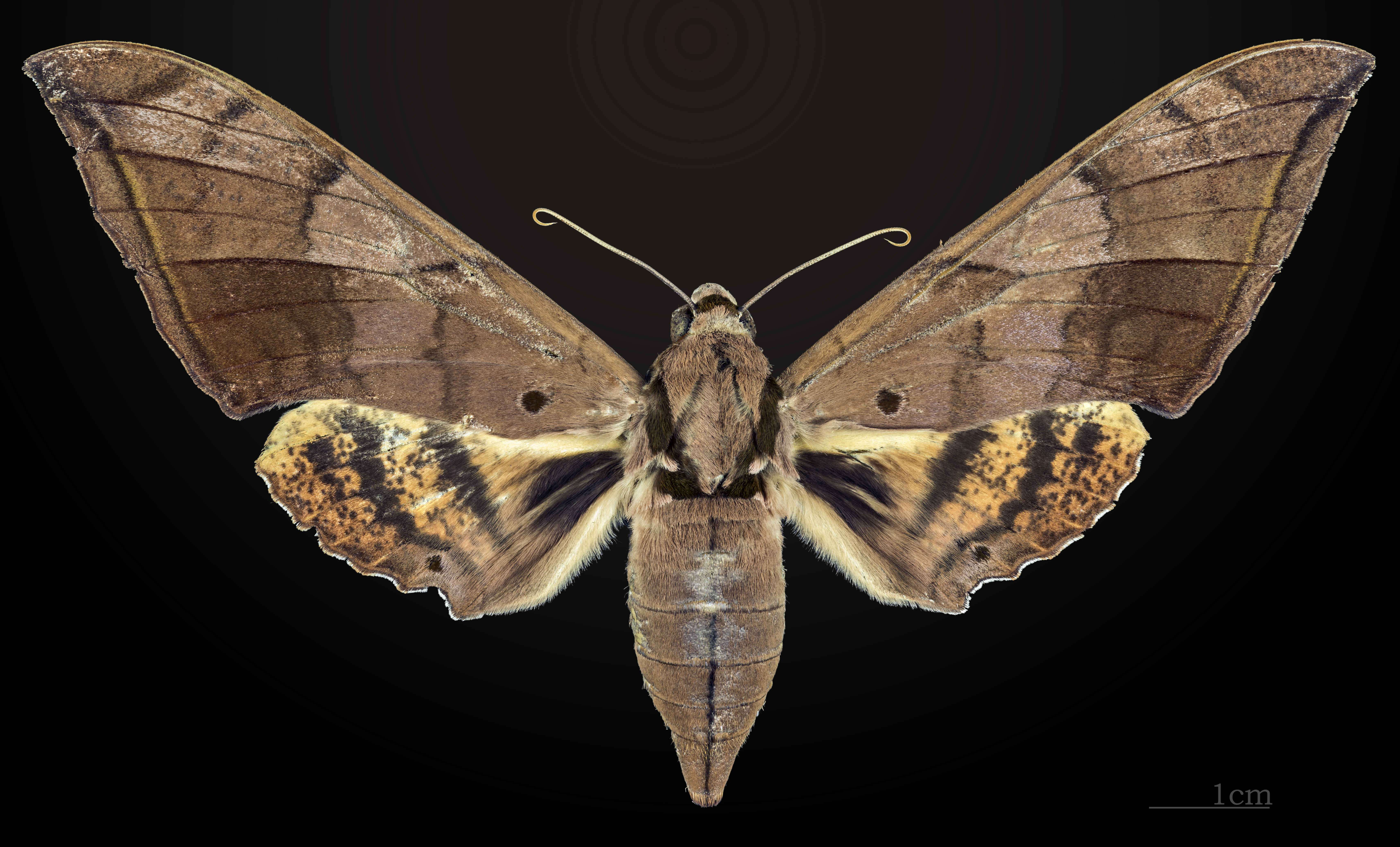
♀
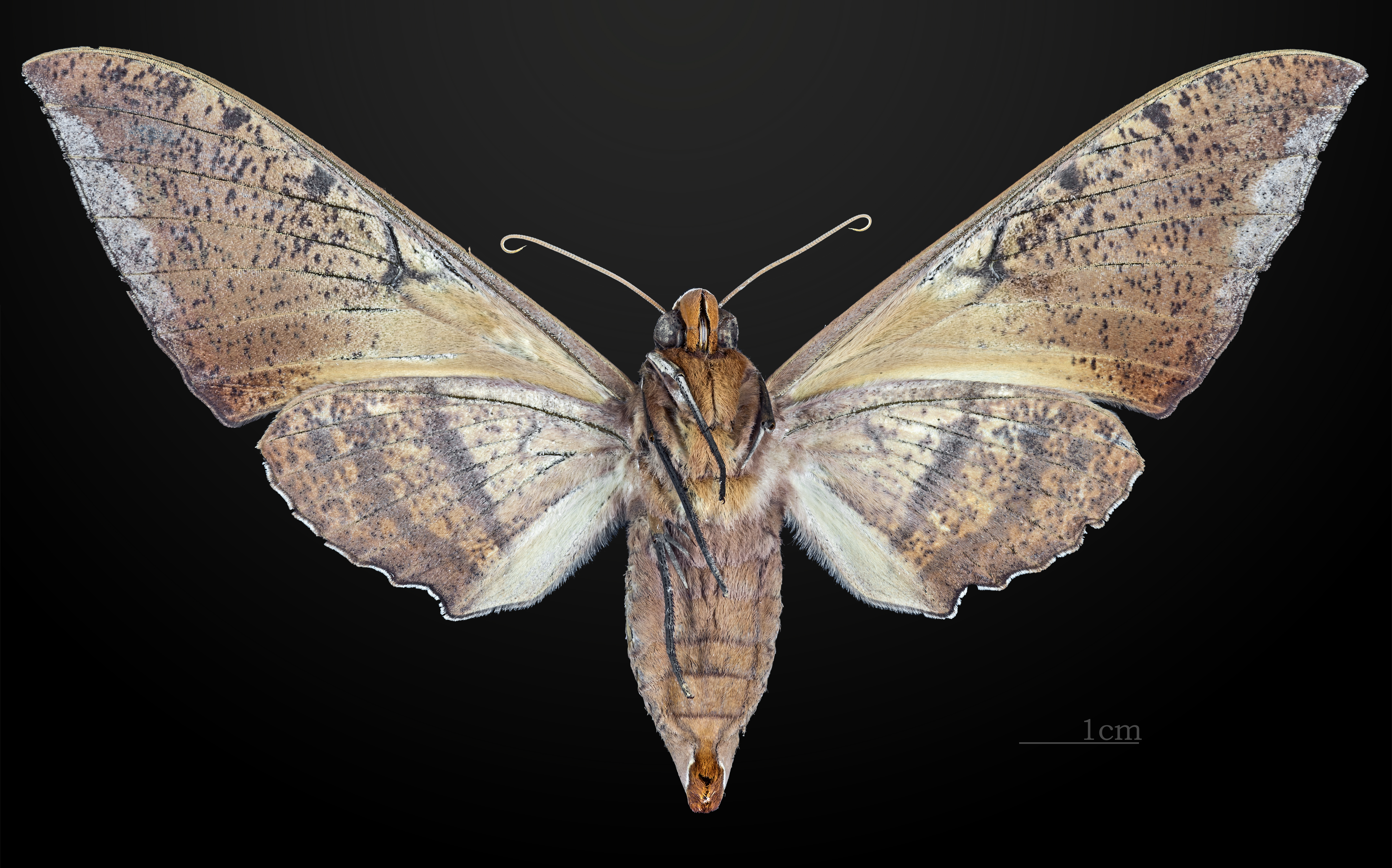
♀ △